# Miami Heat 2007-2008
La stagione 2007-08 dei Miami Heat fu la 20ª nella NBA per la franchigia.
I Miami Heat arrivarono quinti nella Southeast Division della Eastern Conference con un record di 15-67, non qualificandosi per i play-off.

## Risultati
| Squadra           | V  | P  | %    | GB |
| ----------------- | -- | -- | ---- | -- |
| Orlando Magic     | 52 | 30 | 63,4 | –  |
| Wash. Wizards     | 43 | 39 | 52,4 | 9  |
| Atlanta Hawks     | 37 | 45 | 45,1 | 15 |
| Charlotte Bobcats | 32 | 50 | 39,0 | 20 |
| Miami Heat        | 15 | 67 | 18,3 | 37 |

## Roster
| N° | Naz.                   | Ruolo | Sportivo          | Anno | Alt. | Peso \|\| |
| -- | ---------------------- | ----- | ----------------- | ---- | ---- | --------- |
| 1  | Stati Uniti (bandiera) | GA    | Dorell Wright     | 1985 | 201  | 91        |
| 3  | Stati Uniti (bandiera) | G     | Dwyane Wade       | 1982 | 193  | 96        |
| 5  | Stati Uniti (bandiera) | G     | Marcus Banks      | 1981 | 188  | 91        |
| 6  | Stati Uniti (bandiera) | G     | Blake Ahearn      | 1984 | 188  | 86        |
| 6  | Stati Uniti (bandiera) | A     | Luke Jackson      | 1981 | 201  | 98        |
| 7  | Stati Uniti (bandiera) | GA    | Anfernee Hardaway | 1971 | 201  | 88        |
| 7  | Stati Uniti (bandiera) | A     | Shawn Marion      | 1978 | 201  | 100       |
| 11 | Stati Uniti (bandiera) | G     | Chris Quinn       | 1983 | 188  | 84        |
| 12 | Stati Uniti (bandiera) | A     | Kasib Powell      | 1981 | 201  | 98        |
| 13 | Stati Uniti (bandiera) | A     | Alexander Johnson | 1983 | 206  | 109       |
| 14 | Stati Uniti (bandiera) | G     | Daequan Cook      | 1987 | 196  | 93        |
| 15 | Stati Uniti (bandiera) | C     | Mark Blount       | 1975 | 213  | 104       |
| 21 | Stati Uniti (bandiera) | A     | Bobby Jones       | 1984 | 201  | 98        |
| 21 | Stati Uniti (bandiera) | G     | Smush Parker      | 1981 | 193  | 86        |
| 30 | Stati Uniti (bandiera) | C     | Earl Barron       | 1981 | 213  | 111       |
| 31 | Stati Uniti (bandiera) | G     | Ricky Davis       | 1979 | 198  | 88        |
| 32 | Stati Uniti (bandiera) | C     | Shaquille O'Neal  | 1972 | 216  | 147       |
| 33 | Stati Uniti (bandiera) | C     | Alonzo Mourning   | 1970 | 208  | 109       |
| 40 | Stati Uniti (bandiera) | A     | Udonis Haslem     | 1980 | 203  | 104       |
| 45 | Gabon (bandiera)       | A     | Stéphane Lasme    | 1982 | 203  | 98        |
| 50 | Canada (bandiera)      | C     | Joel Anthony      | 1982 | 206  | 111       |
| 55 | Stati Uniti (bandiera) | G     | Jason Williams    | 1975 | 185  | 86        |

## Staff tecnico
- Allenatore: Pat Riley
- Vice-allenatori: Bob McAdoo, Keith Askins, Erik Spoelstra, Ron Rothstein
- Preparatore fisico: Bill Foran
- Preparatore atletico: Ron Culp